# Talhiyeh
Talhiyeh (tiếng Ả Rập: طلحية) là một ngôi làng Syria nằm ở Taftanaz Nahiyah ở huyện Idlib, Idlib. Theo Cục Thống kê Trung ương Syria (CBS), Talhiyeh có dân số 3437 trong cuộc điều tra dân số năm 2004.